# Dolomedes japonicus
Dolomedes japonicus är en spindelart som beskrevs av Friedrich Wilhelm Bösenberg och Embrik Strand 1906. Dolomedes japonicus ingår i släktet Dolomedes och familjen vårdnätsspindlar. Inga underarter finns listade i Catalogue of Life.